# Tadeusz Skrzep
Tadeusz Skrzep (ur. 30 sierpnia 1927, zm. 14 marca 2012) – polski strzelec, medalista mistrzostw Europy.

## Kariera sportowa
Strzelectwo uprawiał od 1949, jako instruktor szkoły oficerskiej, w 1952 debiutował na mistrzostwach Polski jako zawodnik CWKS Warszawa (chociaż mieszkał na Dolnym Śląsku). Od 1955 startował w barwach sekcji strzeleckiej OWKS Wrocław.
Był jednym z założycieli, a następnie zawodnikiem powstałej w 1956 sekcji strzeleckiej Śląska Wrocław. W 1956 debiutował w meczu międzypaństwowym, w 1958 debiutował na mistrzostwach świata. Jego karierę przerwała śmierć żony, ale na początku lat 60 powrócił do reprezentacji Polski. 
Jego największym międzynarodowym osiągnięciem był srebrny medal drużynowo w karabinie standardowym z 300 metrów na mistrzostwach Europy w 1965 roku w Kairze  (jego partnerami byli: Stefan Masztak, Tadeusz Pawlata i Józef Sadurski). Zdobył 506 punktów, co było trzecim wynikiem w polskiej drużynie.
Wielokrotnie zdobywał medale na Mistrzostwach Armii Zaprzyjaźnionych (złoty w 1964, dwa srebrne w 1962, srebrny w 1964, 1966, brązowy w 1958.
W 1957 został mistrzem Polski w konkurencji Kbd-1b i kbd-1 (karabin dowolny), w 1963 w konkurencji kbd-1 w 1964 w konkurencji kbks 1 szk. (karabinek małokalibrowy) i kbks 1 szk., w 1965 w konkurencji kbd-1b i kb-1 (karabin wojskowy), w 1966 w konkurencji kbks-1b, w 1967 w konkurencji kb-1. W 1965 uzyskał rekord Polski w konkurencji kb-1, wynikiem 557.
Był pierwszym zawodnikiem Śląska Wrocław, który uzyskał tytuł Zasłużonego Mistrza Sportu.
Był zawodowym oficerem Wojska Polskiego (w latach 70 w stopniu podpułkownika).